# Czesław Kuśmirek
Czesław Kuśmirek (ur. 26 marca 1924, zm. 26 lutego 1997 w Lublinie) – polski lekkoatleta, średniodystansowiec i płotkarz.
Na Akademickich Mistrzostwach Świata (UIE) w 1953 w Berlinie zajął 7. miejsce w finale biegu na 3000 metrów z przeszkodami oraz odpadł w eliminacjach biegu na 1500 metrów.
Był mistrzem Polski w biegu na 400 metrów przez płotki w 1951, wicemistrzem w biegu na 1500 metrów w 1950, a także brązowym medalistą w sztafecie 3 × 1000 metrów w 1949 oraz w sztafecie szwedzkiej w 1950. Był również halowym mistrzem Polski w sztafecie 3 × 800 metrów w 1951.
W latach 1950 i 1951 wystąpił w czterech meczach reprezentacji Polski, bez zwycięstw indywidualnych.
Rekordy życiowe:
| Konkurencja                        | Data i miejsce             | Wynik  |
| ---------------------------------- | -------------------------- | ------ |
| bieg na 800 metrów                 | 12 września 1951, Warszawa | 1:55,8 |
| bieg na 1000 metrów                | 11 maja 1952, Wałcz        | 2:31,0 |
| bieg na 1500 metrów                | 28 czerwca 1952, Kraków    | 3:59,2 |
| bieg na 3000 metrów                | 29 lipca 1951, Warszawa    | 8:59,6 |
| bieg na 400 metrów przez płotki    | 15 września 1951, Warszawa | 55,9   |
| bieg na 3000 metrów z przeszkodami | 15 sierpnia 1951, Berlin   | 9:43,8 |

Był zawodnikiem LLS Lublin (1946), Lublinianki (1947),  Gwardii Lublin (1948), Spójni Wrocław (1949-1950), Gwardii Wrocław (1951-1952) i Stali Lublin (1955). Był cywilnym pracownikiem Milicji Obywatelskiej. Zmarł w 1997, pochowany na Cmentarzu Komunalnym w Lublinie na Majdanku (kwatera S46K4/3/9).

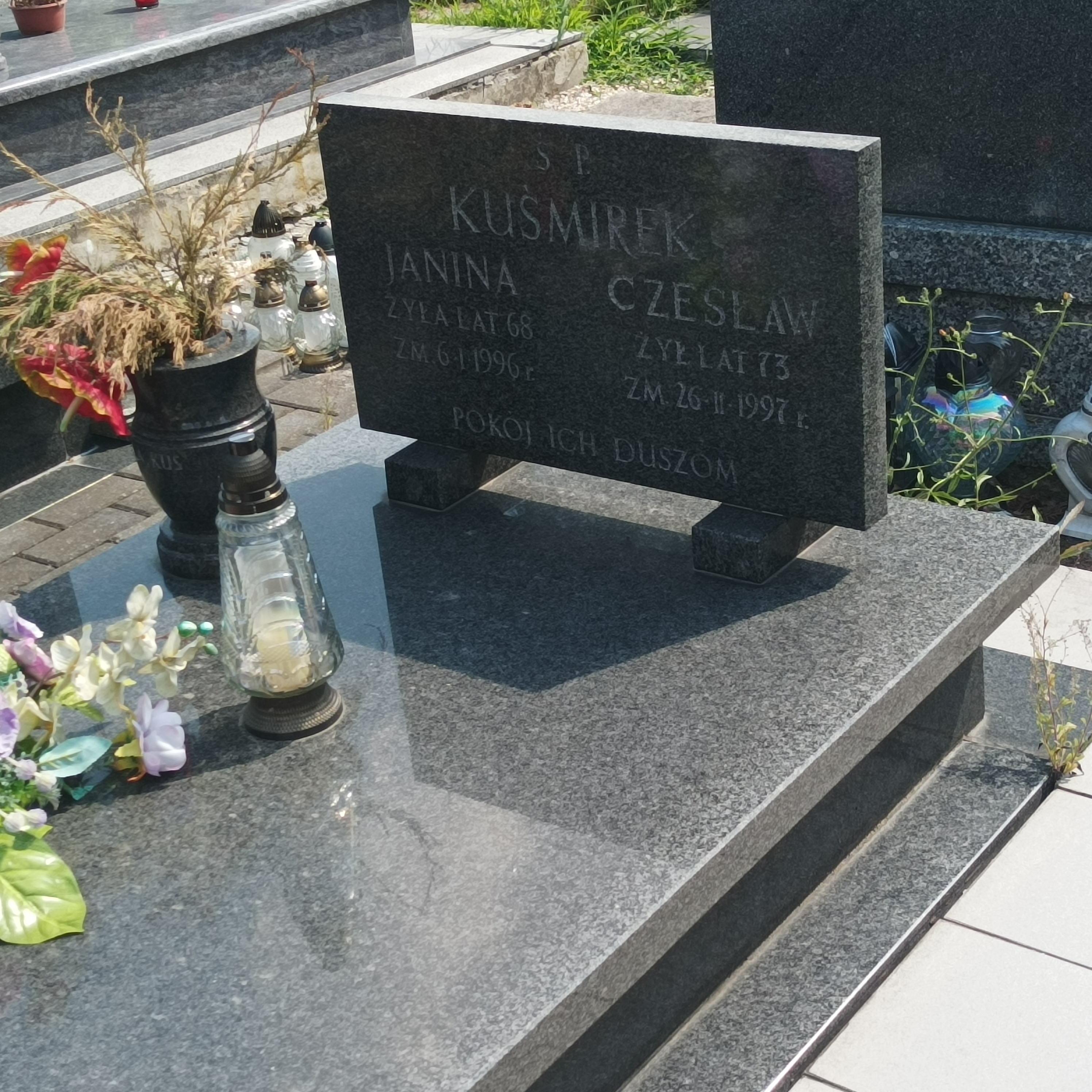
Grób Czesława Kuśmirka na cmentarzu komunalnym na Majdanku w Lublinie